# In questa nostra vita
In questa nostra vita (In This Our Life) è un film del 1942 diretto da John Huston.
Il soggetto è tratto dal romanzo omonimo scritto un anno prima da Ellen Glasgow e vincitore del premio Pulitzer.

## Trama
Asa e Lavinia Timberlake sono i genitori di due figlie: la dolce Joan (Roy nella versione originale), una decoratrice d'interni di successo, sposata con un medico, Piero (Peter) Kingsmill, mentre la bella e viziata Carla (Stanley) è fidanzata con l'avvocato Giorgio (Craig) Fleming.
Alla vigilia del matrimonio con Giorgio, Carla fugge proprio con Piero lasciando tutti sgomenti. Successivamente, Piero, ottenuto il divorzio da Joan sposa la sorella Carla stabilendosi con la stessa a Baltimora.
Intanto Joan suggerisce a Giorgio di assumere nel suo ufficio uno studente in legge, Parry Clay, figlio della domestica dei Timberlake, Minerva.
William Fitzroy, fratello di Lavinia, unico proprietario della grande azienda della lavorazione del tabacco dopo aver sciolto la società con Timberlake, non ha avuto figli dalla moglie Charlotte e ha una predilezione a dir poco morbosa per la fascinosa Carla. L'uomo è molto ricco e l'ha ricoperta di regali, comprandole addirittura un'automobile. William propone a Giorgio di diventare suo avvocato, a patto però che non prenda più le difese di povera gente sua antagonista in un affare. Quando Giorgio rifiuta, Joan, ammirata dal suo senso etico, accetta di sposarlo. Intanto a Baltimora il matrimonio fra Carla e Piero va presto in crisi, e il malessere di Piero è tale che poco dopo una furibonda lite si suicida.
Carla torna a casa e, tolto presto il lutto, trama per riconquistare Giorgio: si reca nel suo studio con un pretesto e gli chiede di cenare insieme in un ristorante della zona. Lui non le risponde ma la ragazza lo attende ugualmente per più di mezz'ora; non vedendolo arrivare lascia il locale furiosa dopo aver bevuto e, guidando spericolatamente verso casa investe una donna e una bambina, ferendo gravemente la prima e la seconda. Fuggita via senza prestare soccorso, è comunque rintracciata dalla polizia che ha individuato l'auto grazie a delle testimonianze. Carla dichiara alla polizia di aver preso la macchina molto presto e di averla poi affidata a Parry affinché il giovane potesse lavarla. Parry viene quindi arrestato, ma la madre Minerva informa Joan che suo figlio era rimasto a casa con lei a studiare per tutta la serata e quando Carla rifiuta di confessare l'evidenza Giorgio afferma di aver indagato presso il ristorante, dove era stata vista uscire in stato alterato proprio pochi minuti prima dell'incidente.
L'avvocato le consiglia di costituirsi ma lei scappa e si reca nella villa degli zii per chiedere aiuto a William. L'uomo ha appena scoperto che ha solo sei mesi di vita a causa di un tumore; mentre sta dicendo alla nipote che stavolta non può aiutarla si sente la sirena della polizia che sta sopraggiungendo. Carla fugge nuovamente ma durante l'inseguimento esce di strada su una curva e muore sul colpo.

## Produzione
Il romanzo di Ellen Glasgow, per i cui diritti la Warner Bros. aveva pagato 40.000$ descriveva anche l'esplicita passione incestuosa di William per la nipote Stanley (Carla), e diversi episodi di discriminazione razziale, due elementi che, su raccomandazione del regista Huston, lo sceneggiatore Howard Koch dovette ammorbidire, per soddisfare le richieste del Motion Picture Production Code. Bette Davis, scelta per il ruolo della scellerata Stanley Timberlake, benché avesse desiderato interpretare la virtuosa sorella Roy, fu insoddisfatta dell'esito finale. "Il libro di Miss Glasgow era splendido," avrebbe ricordato in seguito. "In nessun momento, la sceneggiatura era alla sua altezza". Dello stesso parere era la Glasgow. "Non usò mezzi termini riguardo al film," raccontò la Davis. "Era disgustata del risultato. Non avrei potuto essere in più completo accordo. Una solida storia era stata trasformata in un film inconsistente". Per questa sua insoddisfazione congiurarono altri eventi intercorsi durante la produzione. Nel mezzo delle prove degli abiti e delle acconciature per il film, dopo che le era stato negato un periodo di riposo al termine di Il signore resta a pranzo, fu comunicato alla Davis che il marito Arthur Farnsworth era stato ricoverato nell'ospedale di Minneapolis per una grave polmonite. Tra nebbia e tempeste, il viaggio in aereo, organizzato dall'amico Howard Hughes, si rivelò ricco di insidie, richiedendo due giorni. Tra la preoccupazione per le condizioni del marito e le pressioni dello studio perché ritornasse al più presto al lavoro, la salute della stessa Davis peggiorò al punto che le fu prescritto di tornare a Los Angeles in treno, in modo da potersi prendere qualche giorno di riposo prima di tornare al lavoro. Ancora delusa per aver dovuto interpretare la parte di Stanley, invece di quella di Roy - "Non ero sufficientemente giovane per quel ruolo", avrebbe ribadito la Davis - discuteva e contestava con i produttori ogni aspetto del suo personaggio. Impose a Perc Westmore volgari frangette e un'esagerata curvatura ad arco di Cupido della bocca e pretese che Orry-Kelly ridisegnasse i suoi costumi. In un solo caso, l'attrice contribuì in modo positivo al progetto. John Huston aveva contattato i pochi attori afro-americani adatti al ruolo di Parry Clay, ma nessuno di loro lo aveva soddisfatto. Un giorno, alla mensa dello studio, la Davis notò Ernest Anderson che vi lavorava come cameriere, e intuì in lui aspetto e portamento adatti al personaggio. Convinse Huston a provarlo ed egli fu scelto per la parte. La sua interpretazione gli valse il National Board of Review Award. Tre giorni dopo l'attacco a Pearl Harbor, Huston fu costretto a lasciare la lavorazione per assumere l'incarico presso il War Department e il compito di terminare il film fu assegnato a Raoul Walsh, per quanto il suo nome non figuri nella pellicola tra i credit. Tra lui e la Davis fu subito scontro e l'attrice si rifiutò di seguire le sue indicazioni o ripetere scene già registrate. Successivamente, per una laringite, ella si assentò dal set per diversi giorni. Al suo ritorno, a più riprese il produttore Hal B. Wallis fu costretto a mediare tra la Davis e Walsh, che continuava a minacciare di andarsene. Così tanti furono i rinvii nella lavorazione che questa non si concluse prima di metà gennaio 1942, ben oltre il termine prestabilito. La prima preview fu un disastro, con commenti sfavorevoli degli spettatori, concernenti in particolare pettinatura, trucco e abbigliamento della Davis. Felice di essersi lasciata alle spalle quell'esperienza, e già in procinto di intraprendere la lavorazione di Perdutamente tua, l'attrice non fu per nulla preoccupata da eventuali ripercussioni negative di tale accoglienza sulla sua immagine. Per quanto la riguardava, il prodotto era "mediocre", benché apprezzasse il fatto che l'immagine trasmessa da Parry Clay "fosse quella di una persona fine. Il che fu origine di una notevole soddisfazione per la popolazione nera". Tuttavia, quando nel 1943, prima della distribuzione all'estero, il film fu sottoposto all'esame del Office of Censorship, esso fu disapprovato in quanto "dava per scontato il fatto che in un tribunale la testimonianza di un nero, se in conflitto con quella di un bianco, era destinata a soccombere".

## Distribuzione

### Edizione italiana
La prima edizione italiana del film, il cui doppiaggio fu eseguito dalla C.D.C., è caratterizzata dalla modifica dei nomi di molti personaggi, tra cui le due protagoniste (ribattezzate con nomi femminili):
- Stanley diventa Carla
- Roy diventa Joan
- Craig diventa Giorgio
- Peter diventa Piero
- Asa diventa Eric
- Charlotte diventa Carlotta

Inoltre furono tagliate alcune scene per circa sette minuti, tra cui quella con Stanley e William in salotto in cui si intuisce il desiderio incestuoso dello zio per la nipote (tali scene furono reintegrate, in inglese sottotitolato, nell'edizione DVD). Il film fu poi ridoppiato per la trasmissione su Raitre il 10 agosto 1990, con i nomi corretti e in versione integrale, sostituendo inoltre l'aggettivo "negro" con la più corretta espressione "di colore". Non essendo disponibile una colonna internazionale, entrambi i doppiaggi furono eseguiti sostituendo la musica e gli effetti sonori presenti durante i dialoghi.

## Accoglienza

### Critica
Sul New York Times, Bosley Crowther lo definì un " film né divertente, né costruttivo." Coglieva che " l'unico elemento degno di nota del film " consisteva nella sua " marginale, ma esplicita allusione alla discriminazione razziale... rappresentata in modo realistico, insolito per Hollywood, attraverso la rappresentazione di una personalità nera complessa e istruita. Per il resto il film è una frana." E aggiungeva: " Sfortunatamente, il regista John Huston non è riuscito a conferire sufficiente originalità alla storia. Il racconto è banale, lo svolgimento insopportabilmente rigido... L'interpretazione di de Havilland, nel ruolo della sorella buona che alla fine vince, è calda e disinvolta... Ma Davis, dalla cui prestazione dipende gran parte della riuscita dell'intero prodotto, è troppo manieristica per il gusto di questo spettatore... È, altresì, difficile individuare in lei quello stereotipo di donna passionale cui gli uomini non possono resistere. in breve, la sua malvagità è così teatrale e così completamente inspiegabile che la sua abdicazione finale in un incidente automobilistico è la parte più lieta del film."
Per Variety " John Huston, al suo secondo incarico di regia, tratteggia con abilità i personaggi del soggetto. L'impatto drammatico di Davis è di grande effetto, ma la protagonista è efficacemente assistita da Olivia de Havilland, George Brent, Dennis Morgan, Billie Burke e Hattie McDaniel. La sceneggiatura riesce ad illustrare efficacemente gli oscuri moti dell'animo della protagonista e conferisce fluidità a dialoghi e situazioni. La regia di John Huston aggiunge intensità in diversi punti drammatici."

## Curiosità
Le protagoniste Bette Davis e Olivia de Havilland avevano già recitato insieme due volte e saranno ancora insieme per la quarta e ultima volta in Piano... piano, dolce Carlotta di Robert Aldrich (1964) con Joseph Cotten, mentre la de Havilland aveva già recitato accanto ad Hattie McDaniel in Via col vento (1939) di Victor Fleming.